# Pollerup
Pollerup er en bebyggelse i Keldby Sogn på Møn, beliggende midtvejs mellem Keldby og Hjertebjerg.
Pollerup omtales 1418 (Paldolpæ) og 1496 (Polruppe). 
Landsbyen udskiftes i 1782. I landsbyen ligger Danbogård, Damsprydgård og Sølvhøjgård.
Pollerup hører til Vordingborg Kommune og ligger i Region Sjælland.